# 구포중학교
구포중학교(龜浦中學校)는 대한민국 부산광역시 북구 구포동에 있는 공립 중학교이다.

## 학교 연혁
- 1972년 12월 29일 : 구포중학교 설립 인가(30학급)
- 1973년 3월 1일 : 초대 김성숙 교장 부임
- 1973년 3월 5일 : 제1회 입학식 거행(9학급 589명)
- 1980년 4월 11일 : 본 교사 신축 준공(44교실)
- 1980년 5월 2일 : 현 위치로 학교 이전
- 2001년 3월 5일 : 남녀공학 입학
- 2010년 6월 11일 : 선진형교과교실제 정책 연구학교 선정
- 2018년 3월 1일 : 창의융합형 과학실 모델학교 운영(∼2021.2.28.)
- 2018년 11월 11일 : 별별공간 완공
- 2024년 2월 7일 : 제49회 졸업식(101명, 총 22,382명)
- 2024년 3월 1일 : 제23대 송복운 교장 취임
- 2024년 3월 4일 : 제52회 입학(4학급 107명)

## 참고 자료
- 구포중학교 - 한국교육학술정보원 학교알리미